# Esteban Volkov

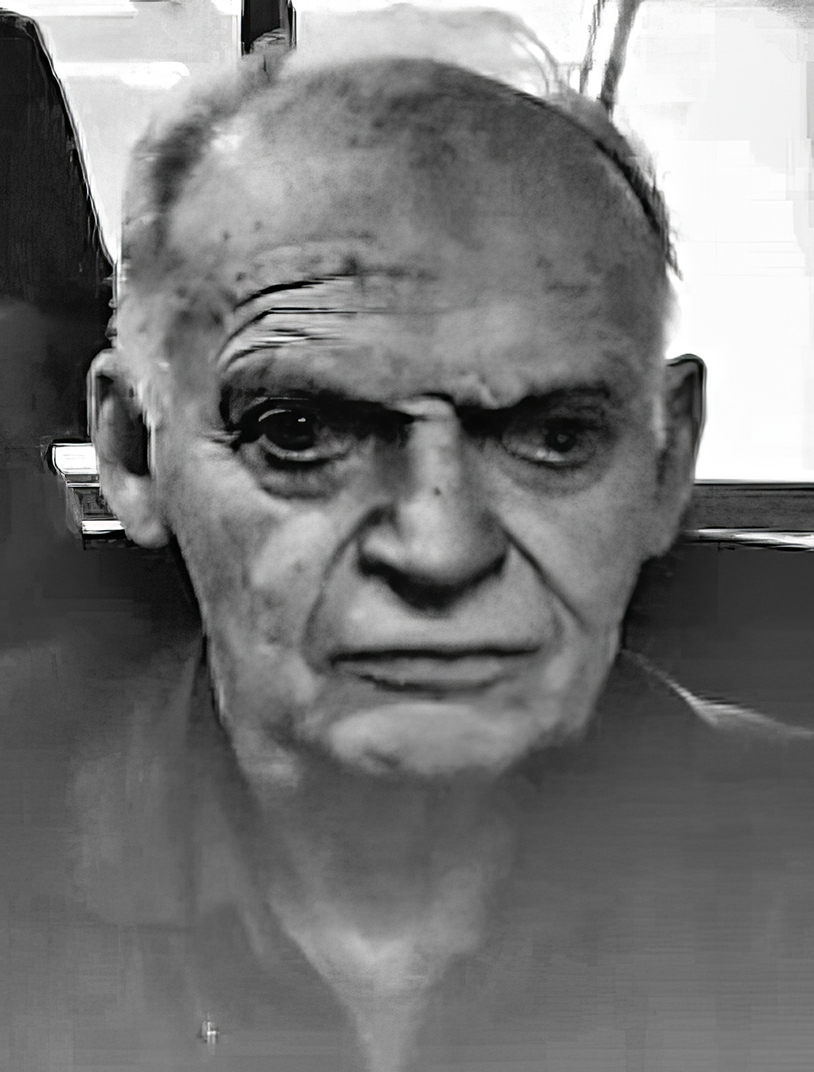
Esteban Volkov (2016)

Esteban Volkov (* 7. März 1926 in Jalta als Wsewolod Platonowitsch Wolkow; russisch Всеволод Платонович Волков; † 16. Juni 2023 in Mexiko-Stadt) war ein mexikanischer Chemiker und ein Enkel des russischen Revolutionärs Leo Trotzki.

## Leben
Volkov war der Sohn von Trotzkis Tochter Sinaida Wolkowa und Platon Iwanowitsch Wolkow. Nachdem der sowjetische Diktator Josef Stalin Ende der 20er Jahre die Entmachtung und Ausweisung seines politischen Gegners Trotzki durchgesetzt hatte, begann er sich auch an dessen Verwandten zu rächen. Platon wurde bereits 1928 nach Sibirien verbannt, nach mehreren Verhaftungen wurde er 1936 erschossen. Sinaida wurde die Ausreise aus der Sowjetunion 1931 nur unter der Bedingung gewährt, dass sie eins ihrer Kinder – quasi als Geisel – zurücklasse. Sie entschied sich, Wsewolod mit zu Trotzki auf die türkische Insel Prinkipo zu nehmen. Alexandra, ihre Tochter aus erster Ehe, lebte dann für kurze Zeit bei ihrem Vater, Sachar Moglin, bis auch er verhaftet (und später erschossen) wurde.
Sinaida siedelte zur Behandlung ihrer psychischen Probleme nach Berlin über, zu ihrem Halbbruder Leo Sedow. Die sowjetischen Behörden entzogen ihr die sowjetische Staatsbürgerschaft und machten die Rückkehr in die UdSSR unmöglich. Verzweifelt und an Lungentuberkulose leidend, beging sie im Januar 1933 Suizid. Kurz darauf erfolgte die nationalsozialistische Machtergreifung. Leo Sedow konnte noch rechtzeitig ins Ausland fliehen. Auf Trotzkis Bitte hin nahmen Anhänger Wilhelm Reichs Wsewolod in Wien auf, wo er eine Montessori-Schule besuchte. 1935 wurde die Lage auch dort unsicher. Er zog daher zu Sedow nach Paris.
Leo Sedow war als Trotzkis Sohn und Mitarbeiter sowohl von Nazis als auch Stalinisten bedroht. Im Februar 1938 starb er unter mysteriösen Umständen, vermutlich vergiftet von letzteren. Sedows Witwe Jeanne Martin des Pallières behielt Wsewolod zuerst bei sich, im August 1939 brachte ihn dann Alfred Rosmer zu Trotzki und seiner Frau Natalja Sedowa nach Mexiko. Dort wohnten sie in dem festungsartig umgebauten Haus von Frida Kahlo und Diego Rivera in Coyoacán, im Süden von Mexiko-Stadt.

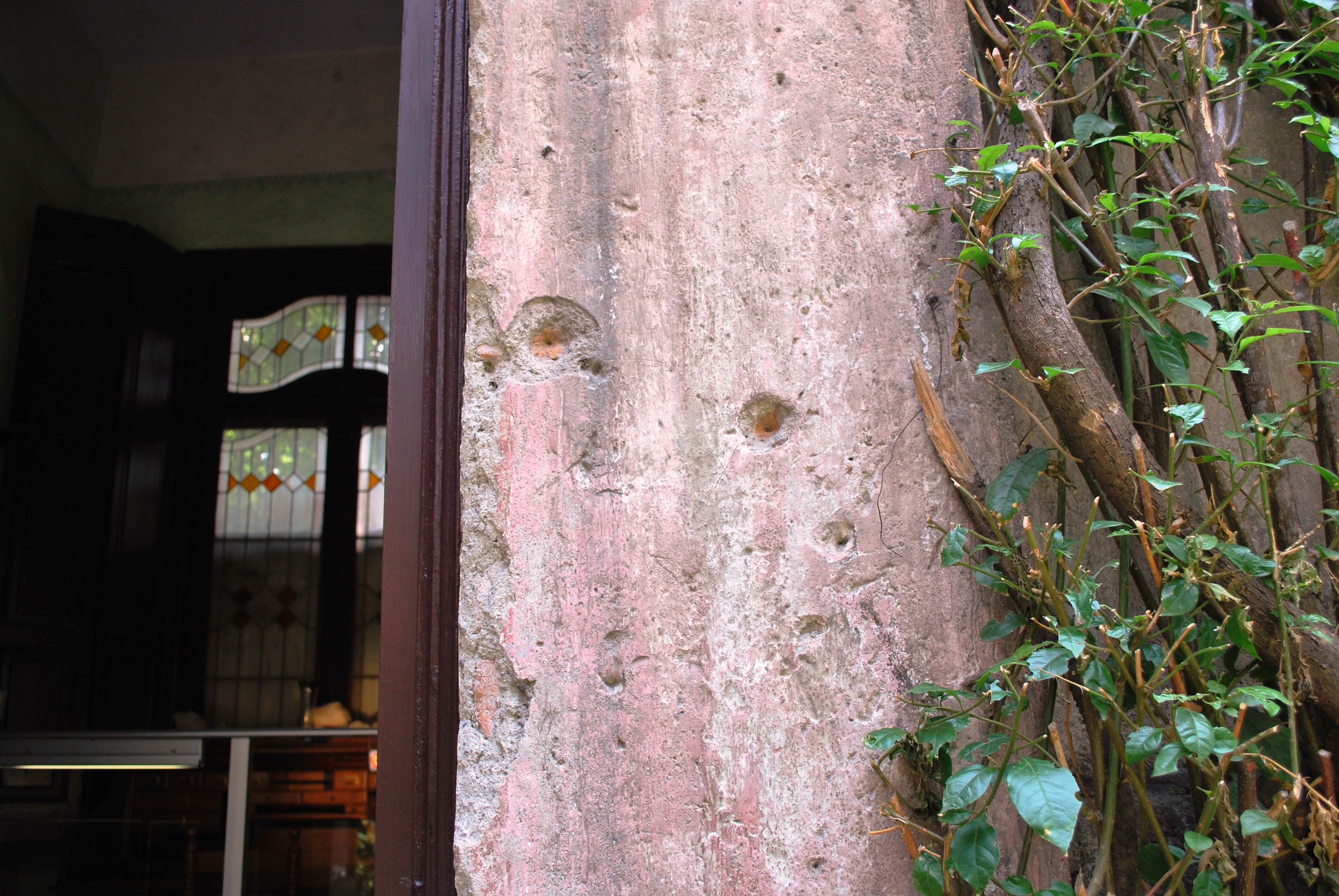
Einschusslöcher vom 24. Mai 1940 an Trotzkis Haus in Mexiko-Stadt

Am 24. Mai 1940 überfiel ein von dem bekannten Maler Alfaro Siqueiros kommandierter Trupp stalinistischer Agenten das Haus, um Trotzki zu ermorden. Volkov wurde dabei wie sein Großvater im benachbarten Zimmer von Schüssen leicht verletzt, ebenso wie dieser am Bein. Drei Monate später war jedoch ein weiteres Attentat durch Ramón Mercader erfolgreich: Leo Trotzki erlag am 21. August 1940 seinen schweren Kopfverletzungen. Wsewolod lebte auch zu diesem Zeitpunkt im Haus.
Wsewolod lebte noch bis in die 70er Jahre in diesem Haus. Russisch hatte er verlernt; er nannte sich in Mexiko Esteban, was ähnlich wie die Kurzform Seva seines russischen Namens klingt.
Esteban wurde Chemiker, wobei er sich auf die Synthetisierung von Hormonen in der mexikanischen Pharmaindustrie spezialisierte und einen wichtigen Beitrag zur industriellen Herstellung der Antibabypille leistete. Nebenher widmete er sich dem Aufbau des Museo Casa de León Trotsky, dem er seit seiner Pensionierung 1989 als Kurator zur Seite stand.
Ende 1988 wurde es ihm ermöglicht, seine Halbschwester in der Sowjetunion noch einmal zu sehen. Alexandra Moglina starb im März 1989, sie hatte Jahre in Gefängnissen und in Verbannung verbracht, bis sie nach Stalins Tod rehabilitiert wurde.

## Familie
Volkov war mit der 1997 verstorbenen Modedesignerin Palmira Fernández verheiratet. Aus der Verbindung gingen vier Töchter hervor: die Autorin Verónica Volkow, die Suchtforscherin Nora Volkow, sowie die Zwillinge Natalia (stellvertretende Direktorin beim mexikanischen Nationalinstitut für Statistik und Geographie) und Patricia (eine Ärztin und AIDS-Expertin).
Esteban Volkov starb am Abend des 16. Juni 2023 in der mexikanischen Hauptstadt im Alter von 97 Jahren.